# Concejo del Distrito de Columbia
El Concejo del Distrito de Columbia (en inglés: Council of the District of Columbia) es el órgano legislativo unicameral del Distrito de Columbia, en los Estados Unidos de América. El distrito cuenta con autonomía, como lo permite la Constitución, sin embargo no es un Estado y está bajo la supervisión directa del Congreso de los Estados Unidos por lo cual las resoluciones del Concejo deben ser ratificadas por el Congreso.
La ley District of Columbia Home Rule Act aprobada por el Congreso en 1973 por presión popular creó no solo la figura de un alcalde electo sino también del Concejo de 13 miembros por una elección cada cuatrienio.

## Composición
El Concejo está conformado por 13 miembros representantes de sus respectivos distritos. Para ser candidato a concejales es necesario residir desde al menos un año en el lugar de donde se desea representar, ser un votante registrado y no ejercer otro cargo público asalariado. El Concejo cuenta con varios comités permanentes, personal, secretaría, auditoría y asesores.

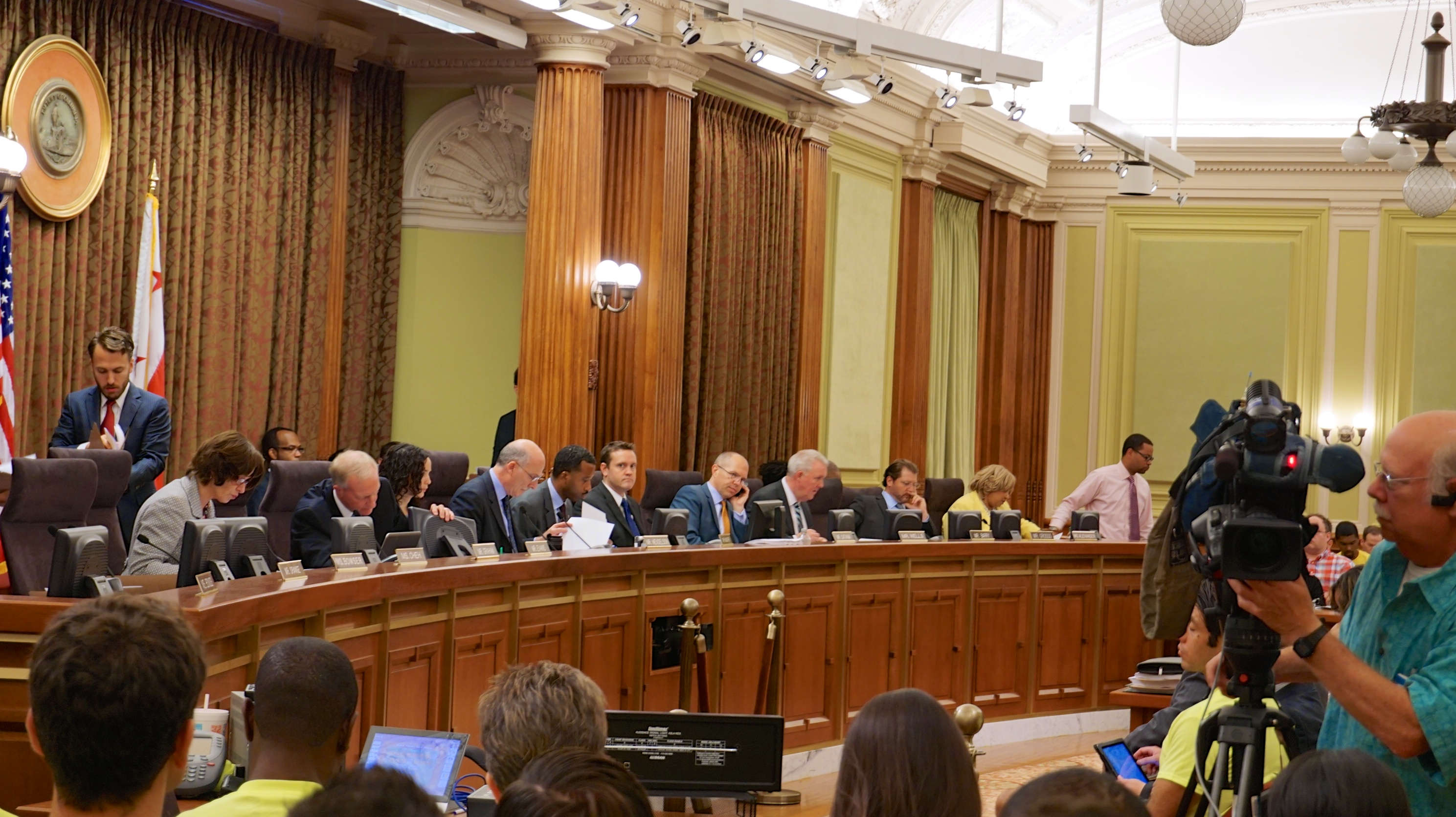
Sesión del Concejo

## Integrantes
| Nombre           | Posición   | Partido       | Inicia | Reelección |
| ---------------- | ---------- | ------------- | ------ | ---------- |
| Phil Mendelson   | Presidente | Demócrata     | 2014   | 2018       |
| David Grosso     | General    | Independiente | 2013   | 2016       |
| Elissa Silverman | General    | Independiente | 2014   | 2018       |
| Anita Bonds      | General    | Demócrata     | 2012   | 2018       |
| Vincent Orange   | General    | Demócrata     | 2011   | 2016       |
| Brianne Nadeau   | Distrito 1 | Demócrata     | 2014   | 2018       |
| Jack Evans       | Distrito 2 | Demócrata     | 1991   | 2016       |
| Mary Cheh        | Distrito 3 | Demócrata     | 2007   | 2018       |
| Brandon Todd     | Distrito 4 | Demócrata     | 2015   | 2016       |
| Kenyan McDuffie  | Distrito 5 | Demócrata     | 2012   | 2018       |
| Charles Allen    | Distrito 6 | Demócrata     | 2014   | 2018       |
| Yvette Alexander | Distrito 7 | Demócrata     | 2007   | 2016       |
| LaRuby May       | Distrito 8 | Demócrata     | 2015   | 2016       |